# Тосамротыпь
Тосамротыпь (устар. Тозам-Ротыпь) — река в России, протекает по Ханты-Мансийскому АО. Устье реки находится в 35 км по правому берегу реки Ротыпья. Длина реки составляет 54 км. В 34 км от устья по правому берегу реки впадает река Ротыпьхулюм.

## Данные водного реестра
По данным государственного водного реестра России относится к Нижнеобскому бассейновому округу, водохозяйственный участок реки — Северная Сосьва, речной подбассейн реки — Северная Сосьва. Речной бассейн реки — (Нижняя) Обь от впадения Иртыша.
Код объекта в государственном водном реестре — 15020200112115300027971.